# Liste der italienischen Botschafter in Belgien
Liste der Leiter der italienischen Auslandsvertretung in Brüssel, Belgien

## Botschafter
| Ernennung     | Name                                       | Bemerkungen               | ernannt von              | akkr. während der Regierung v. | Abberufung |
| ------------- | ------------------------------------------ | ------------------------- | ------------------------ | ------------------------------ | ---------- |
| 1851          | Alberto Lupi di Montalto                   |                           | Camillo Benso von Cavour | Leopold I.                     | 1866       |
| 1866          | Rodrigo Doria di Prelà                     |                           | Marco Minghetti          | Leopold II.                    | 1867       |
| 1867          | Giulio Camillo De Barral de Monteauvrand   |                           | Urbano Rattazzi          | Leopold II.                    | 1871       |
| 1871          | Alberto Blanc                              |                           | Urbano Rattazzi          | Leopold II.                    | 1876       |
| 1876          | Giulio Camillo De Barral de Monteauvrand   |                           | Agostino Depretis        | Leopold II.                    | 1880       |
| 1880          | Alessandro Fè d’Ostiani                    |                           | Benedetto Cairoli        | Leopold II.                    | 1881       |
| 1887          | Enrico Della Croce di Dojola               |                           | Francesco Crispi         | Leopold II.                    | 1889       |
| 1889          | Francesco De Renzis                        |                           | Francesco Crispi         | Leopold II.                    | 1890       |
| 1890          | Carlo Alberto Maffei di Boglio             |                           | Francesco Crispi         | Leopold II.                    | 1895       |
| 1895          | Romeo Cantagalli                           |                           | Francesco Crispi         | Leopold II.                    | 1903       |
| 1903          | Carlo Alberto Gerbaix de Sonnaz            |                           | Giovanni Giolitti        | Leopold II.                    | 1904       |
| 1904          | Lelio Bonin Longare                        |                           | Giovanni Giolitti        | Leopold II.                    | 1910       |
| 1910          | Francesco Bottaro-Costa                    |                           | Luigi Luzzatti           | Albert I.                      | 1914       |
| 1914          | Francesco Carignani di Novoli              |                           | Antonio Salandra         | Albert I.                      | 1919       |
| 1919          | Mario Ruspoli di Poggio Suasa              |                           | Francesco Saverio Nitti  | Albert I.                      | 1924       |
| 1924          | Luca Orsini Baroni                         |                           | Benito Mussolini         | Albert I.                      | 1925       |
| 1925          | Lazzaro Negrotto Cambiaso                  |                           | Benito Mussolini         | Albert I.                      | 1928       |
| 1928          | Carlo Durazzo                              |                           | Benito Mussolini         | Albert I.                      | 1931       |
| 1931          | Alberto Martin-Franklin                    |                           | Benito Mussolini         | Albert I.                      | 1932       |
| 1932          | Luigi Vannutelli Rey                       |                           | Benito Mussolini         | Albert I.                      | 1936       |
| 1936          | Gabiriele Preziosi                         |                           | Benito Mussolini         | Leopold III.                   | 1939       |
| 1939          | Vincenzo Lojacono                          |                           | Benito Mussolini         | Leopold III.                   | 1940       |
| 1940          | Giacomo Paulucci di Calboli                |                           | Benito Mussolini         | Leopold III.                   | 1947       |
| 1947          | Rino De Nobili di Vezzano                  |                           | Ferruccio Parri          | Karl von Belgien               | 1948       |
| 1948          | Pasquale Diana                             |                           | Ferruccio Parri          | Karl von Belgien               | 1952       |
| 1952          | Umberto Grazzi                             |                           | Ferruccio Parri          | Baudouin I.                    | 1954       |
| 1954          | Michele Scammacca del Murgo e dell’Agnone  |                           | Amintore Fanfani         | Baudouin I.                    | 1958       |
| 1958          | Sergio Fenoaltea                           |                           | Amintore Fanfani         | Baudouin I.                    | 1961       |
| 1961          | Pellegrino Ghigi                           |                           | Fernando Tambroni        | Baudouin I.                    | 1962       |
| 1962          | Alberico Casardi                           |                           | Fernando Tambroni        | Baudouin I.                    | 1965       |
| 1965          | Aldo Maria Mazio                           |                           | Giovanni Leone           | Baudouin I.                    | 1971       |
| 1971          | Girolamo Pignatti Morano di Custoza        |                           | Emilio Colombo           | Baudouin I.                    | 1975       |
| 1975          | Giacomo Trabalza                           |                           | Aldo Moro                | Baudouin I.                    | 1978       |
| 1978          | Fernando Natale                            |                           | Giulio Andreotti         | Baudouin I.                    | 1981       |
| 1981          | Alberto Cavaglieri                         |                           | Giovanni Spadolini       | Mark Eyskens                   | 1985       |
| 1985          | Giovanni Saragat                           |                           | Bettino Craxi            | Wilfried Martens               | 1992       |
| 1992          | Emanuele Scammacca del Murgo e dell’Agnone |                           | Giuliano Amato           | Jean-Luc Dehaene               | 1994       |
| 1994          | Francesco Corrias                          |                           | Silvio Berlusconi        | Jean-Luc Dehaene               | 1999       |
| 1999          | Gaetano Cortese                            |                           | Massimo D’Alema          | Guy Verhofstadt                | 2003       |
| 2003          | Massimo Macchia                            | (* 28. Juli 1939 in Rom)  | Silvio Berlusconi        | Guy Verhofstadt                | 2006       |
| 2006          | Sandro Maria Siggia                        | (17. April 1945 in Enna)  | Romano Prodi             | Guy Verhofstadt                | Juni 2010  |
| Juni 2010     | Roberto Bettarini                          | (* 5. Mai 1947 in Tarent) | Silvio Berlusconi        | Yves Leterme                   |            |
| 2. Jan. 2013  | Alfredo Bastianelli                        |                           | Mario Monti              | Herman Van Rompuy              |            |
| 29. Jan. 2016 | Vincenzo Grassi                            | [ 1 ]                     | Matteo Renzi             | Charles Michel                 |            |
| 3. Apr. 2017  | Elena Basile                               |                           | Paolo Gentiloni          | Charles Michel                 |            |
| 2. Apr. 2021  | Francesco Genuardi                         |                           |                          | Alexander De Croo              |            |